# Kristusovo rojstvo, Arbanasi
Kristusovo rojstvo je cerkveni muzej v Arbanasih v Bolgariji, središče tempeljskega kompleksa, ki vključuje tudi kapelo sv. Janeza Predhodnika. Uporablja se tudi kot rezidenca metropolitanata Veliko Trnovo.
Cerkev Kristusovega rojstva stoji v jugozahodnem delu vasi. Pravzaprav gre za masivno stavbo iz lomljenega kamna z merami 28,80 × 10,40 m. Ima trikapno streho iz turškega strešnika. Apsida se dviga do polovice višine vzhodne fasade in ima lastno streho. Južna stena je masivna, predirajo jo le štiri okna. Dve tretjini severnega in vse zahodno obzidje je »slepa« arkada. Zahodna fasada ima simetrično razporeditev. Odprtina vhodnih vrat je postavljena vzdolž njihove osrednje osi, nad njo pa je tradicionalna vložna niša. Cerkev po tlorisu sestavljajo oltar, cerkvena ladja in narteks, ki so v osi vzhod-zahod, kapela sv. Janeza Predhodnika«, ki jo s severa in zahoda povezuje hodnik v obliki črke L.
Prvotno je na mestu današnje ladje stala cerkev, zgrajena v začetku 15. stoletja. Tempelj je bil poslikan leta 1597, torej ob koncu prvega gradbenega obdobja. V drugi gradbeni fazi so že obstoječi cerkvi prizidali kapelo s severne strani in verando z zahodne strani. Obe stavbi sta združeni v eno celoto z obokano galerijo v obliki črke L s severa in eksonartično z zahoda. Gradbena dela so potekala v obdobju od 20. let 17. stoletja do leta 1632. Prostori med loki preddverja, galerije in eksonarteksa so obzidani s tankimi kamnitimi zidaki, kar sovpada s tretjim gradbenim obdobjem. Okna so oblikovana, zaščitena s kovinskimi rešetkami. Časovni okvir, v katerega je umeščeno zidovje, je čas po letu 1632. in pred 1643 Celotna notranjost cerkve je poslikana, katere izvedba je potekala v fazah - 1597, 1632, 1638, 1643, 1649, 1681. V teh skoraj devetdesetih letih je nastala edinstvena stenska celota.
Ikonografija v ladji je poenostavljena, da je dostopna zaznavanju. V konhi apsidne niše so upodobljene doprsne figure Bogorodice Platitere, Evharistije in Melizme. V prvem registru, ki je na severni in južni steni ladje, so upodobljeni svetniki bojevniki – sv. Dimitrij, sv. Jurij, sv. Nestor in zdravilci in brezsrebrniki: sv. Kozma in Damjan, sv. Pantelejmon, sv. Tripuna. Register nad njimi je oblikovan kot friz medaljonov, v katerem so upodobljeni doprsni kipi številnih krščanskih svetnikov in svetnic. Naslednja dva registra zavzemata prizora, ki ponazarjata Kristusove praznike, pasijon in čudeže. V zgornjem delu zahodne stene je vklesan prizor Kristusovega spremenjenja. Pod njo je velika večfiguralna kompozicija Vnebovzetje. Na obeh straneh jo obdajata manjša prizora Rojstva in Marijinega vstopa v tempelj. Prvi register zavzemajo podobe svetih Konstantina in Helene, sv. Kiriaki in sv. Paraskeva. Nad obokom se bohotijo mogočne podobe Kristusa-Emanuela, Kristusa-Pantokratorja in novozavezne Trojice. Ikonostasna pregrada je impresivna stvaritev lesorezbarske umetnosti, ki jo je naročila družina Cantacuzini.
Govore v templju vodijo v bolgarščini, ruščini, angleščini, francoščini, nemščini, španščini in grščini ter v drugih jezikih - s prevodom, samo vodnik Regionalnega zgodovinskega muzeja - Veliko Tarnovo.